# ロットアップ
ロットアップ (lot up) は、主にアダルトゲーム業界において用いられる、主にパッケージ形態で販売されている製品の生産完了（かつ在庫切れ）状態を表す和製英語。

## 概要
製造単位 (lot) の製品の製造・出荷（・販売）がすべて終了した状態を意味し、これをメーカーが公式サイト内で情報としてリリースするのが、ロットアップの基本的な表明の方法となる。
これはメーカーによる製品ライフサイクルの、事実上の終了宣言とも言える。基本的に、メーカーがロットアップを表明した時点で、パッケージ形態の（新品の）商品として残る在庫は、存在しているとすれば流通在庫とショップの店頭に残るもののみとなり、事実上、製品の入手が不可能になったことを宣言しているものとも解釈ができる。
なお、平行してデータのみのダウンロード販売の形態で販売を行っている場合、ほとんどはこちらの販売が継続される。
製品がライフサイクルに乗るための第一段階である製品の原盤完成を表す「マスターアップ」 (Master up) も同じく和製英語で、いずれも英語話者に通用するものではない。英語では、生産完了は End of Life (EOL)、原版完成（マスターアップ）は Gone Gold、在庫切れは Out of Stock (OS) もしくは no longer available (N/A) と表記される（N/Aの方が一般的）。